# 云南棘豆
云南棘豆（学名：Oxytropis yunnanensis）为豆科棘豆属下的一个种。其种加词 yunnanensis 意为“云南的”。